# 2257 Kaarina
2257 Kaarina eller 1939 QB är en asteroid i huvudbältet som upptäcktes 18 augusti 1939 av den finske astronomen Heikki A. Alikoski vid Storheikkilä observatorium. Den har fått sitt namn efter upptäckarens dotter, Kaarina Soini.
Asteroiden har en diameter på ungefär 5 kilometer.